# Ramon Llull
Ramon Llull [rəˈmon ˈʎuʎ] (deutsch Raimund Lull, Vorname auch in der Schreibweise Raymund oder Ramund; latinisiert Raimundus Lullus, auch Raymundus Lull(i)us; * um 1232 in Palma; † Anfang 1316 auf einer Fahrt von Tunis nach Mallorca) war ein mallorquinischer Philosoph, Logiker, Grammatiker und franziskanischer Theologe. Er lebte lange Zeit im mallorquinischen Kloster Santuari de Cura auf dem Berg Randa, auf dem er mystische Visionen erlebt haben soll. Seine Grabstätte befindet sich in der Basilika Sant Francesc in Palma.

## Leben

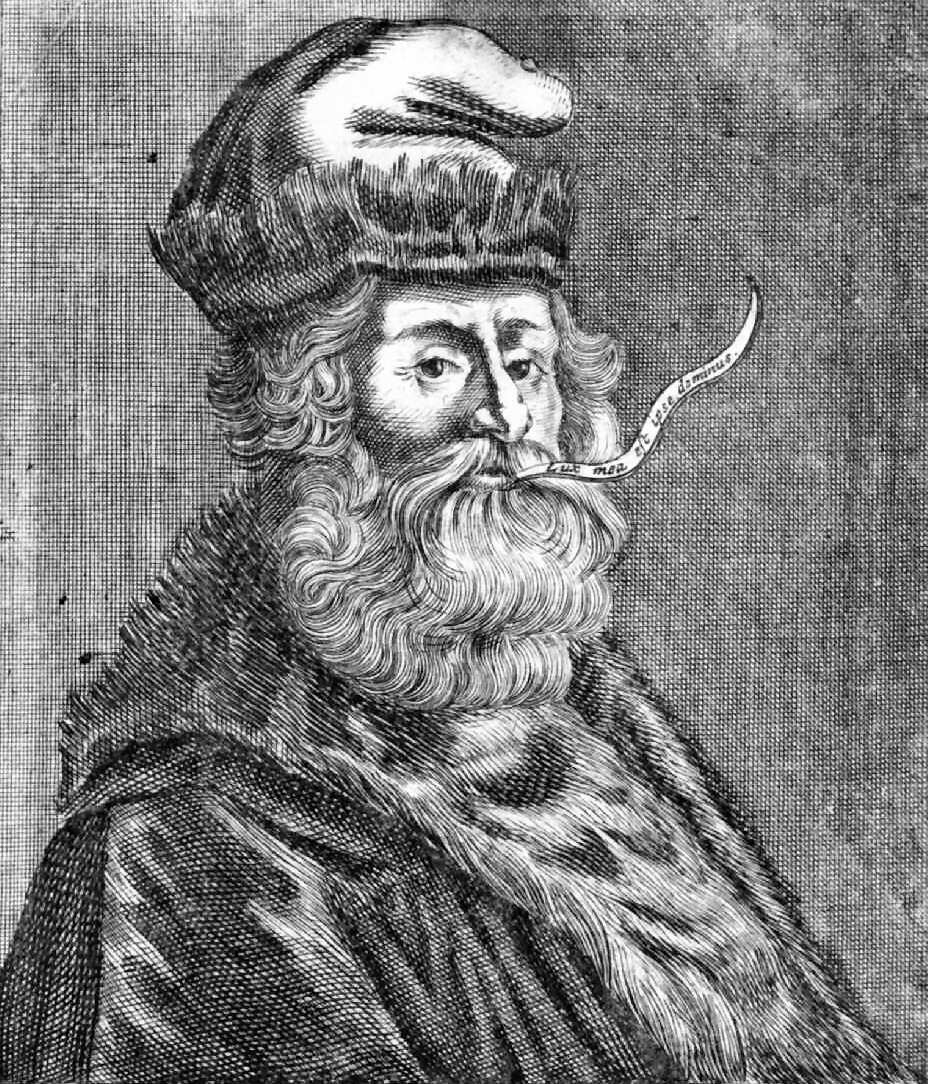
Raimundus Lullus (Ramon Llull) Phantasieporträt aus dem 16. oder 17. Jahrhundert eines unbekannten Künstlers.

Ramon Llull wurde in Palma auf Mallorca geboren. Er war der Sohn eines katalanischen Ritters, der unter Jakob I. von Aragón für die Reconquista der sarazenisch beherrschten Balearen gekämpft hatte. So wuchs er bei Hofe auf und wurde früh zum Erzieher der Prinzen ernannt. Er führte ein höfisches, weltliches Leben und widmete sich als Troubadour der Dichtkunst.
1257 heiratete er. Aus der Ehe mit Blanca Picany entstammten zwei Kinder, Domènec und Magdalena. 1263 veranlasste eine Vision, in der er den gekreuzigten Christus neben sich sah, Llull zu einer radikalen Änderung seines Lebens. Er unternahm Pilger- und Bildungsreisen, auch in die arabische Welt, bildete sich weiter, lernte Arabisch und stellte seine Dichtkunst in den Dienst des katholischen Glaubens. Um 1295 schloss Raimundus sich als Terziar dem Dritten Orden des heiligen Franziskus an.
Llull wurde bald ein berühmter Gelehrter und Vertrauter des von ihm erzogenen Jakob II. von Mallorca, er unterrichtete an der Pariser Sorbonne, wo er sich zuletzt von 1309 bis 1311 aufhielt, und nahm am Konzil von Vienne teil. Dort setzte er sich für die Einrichtung von Lehrstühlen für Hebräisch, Arabisch und Chaldäisch (= Alt-Kirchen-Syrisch) an den Universitäten Paris, Oxford, Bologna und Salamanca ein, was ihn zu einem Begründer der westeuropäischen Orientalistik machte. 1276 gründete Ramon Llull im Kloster Miramar in Valldemossa eine Missionsschule. 1314 begab er sich im Auftrag Jakobs II. auf eine Reise nach Tunis. In Nordafrika setzte er neben seinen diplomatischen Aktivitäten und seiner schriftstellerischen Tätigkeit vor allem seine Evangelisierung fort. Die Umstände seines Todes sind ungeklärt. Laut einer Überlieferung, für die allerdings Belege fehlen, soll er in Bougie (Algerien) von aufgebrachten Muslimen gesteinigt worden und auf der Rückfahrt nach Mallorca, wo er in Palma begraben wurde, an den Folgen der Steinigung gestorben sein. Der österreichische Bibliothekar Hans Zotter vermerkte hierzu lakonisch: „Er überschätzte wohl die Macht der Argumentation.“
Durch das besondere Interesse König Philipps II. von Spanien an den Schriften des Universalgelehrten wurde ein erstes Heiligsprechungsverfahren eingeleitet. Mitte des 18. Jahrhunderts wurde es gestoppt wegen der Schriften (Directorium Inquisitorium) des katalanischen Dominikaners und Großinquisitors Nicolau Eimeric (1322–1399), der in den Schriften Lulls mehr als hundert Häresien festgestellt haben wollte. Anfang des 20. Jahrhunderts forderten katalanische Theologen eine Rehabilitierung Lulls. Der katalanische Theologe und Historiker Josep Perarnau konnte den Nachweis erbringen, dass Aymerich Lulls Schriften falsch zitiert hatte, um ihn dem Häresieverdacht auszusetzen. Ende des 20. Jahrhunderts wurde das Heiligsprechungsverfahren wieder aufgenommen.
Unabhängig vom offiziellen Heiligsprechungsverfahren gab es die ganze Zeit eine Volksverehrung des Theologen als „Märtyrer“. Sein Martyrium wurde von der Kirche allerdings nie anerkannt, wie das laufende Heiligsprechungsverfahren zeigt.

## Werk

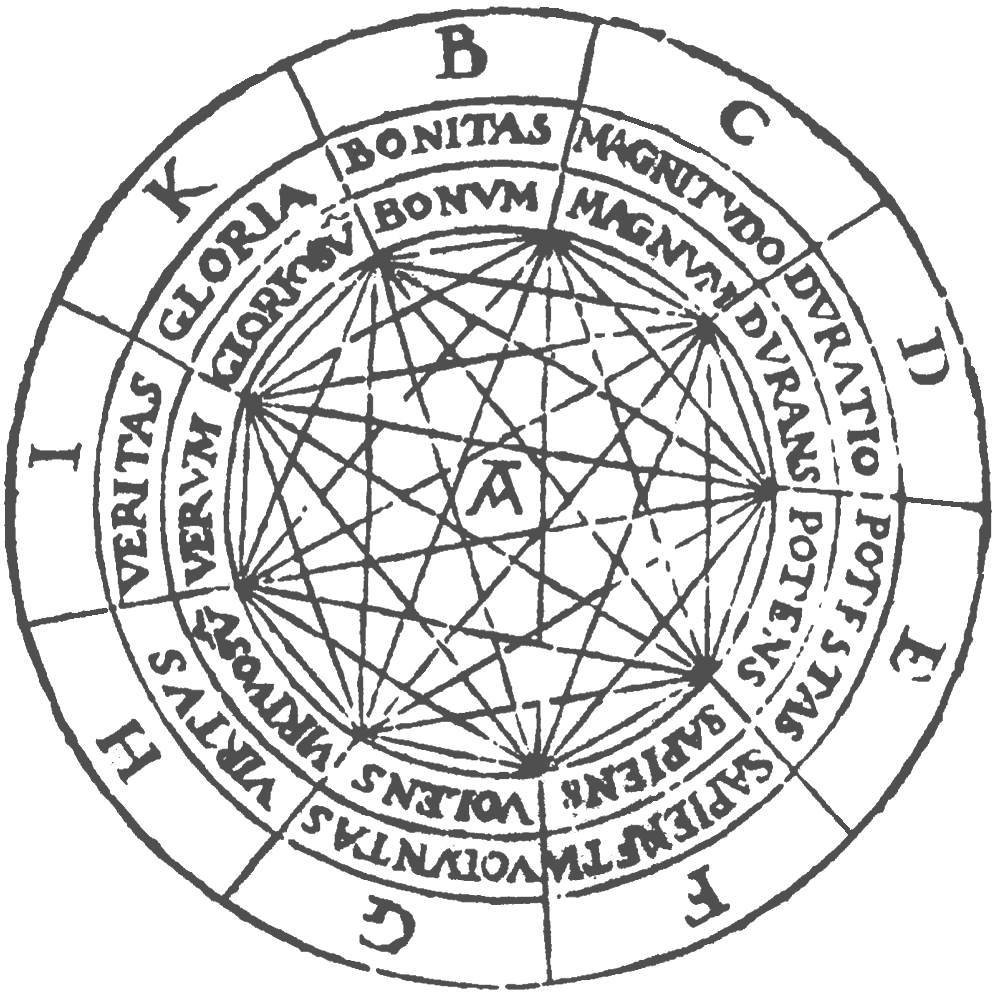
Ars magna, Fig. 1

Llull war aufgrund seiner Christusvisionen als Missionar im gesamten Mittelmeerraum tätig. Daneben lehrte er auch an den Hochschulen von Paris und Montpellier. Er war beeinflusst durch drei Kulturen: die christliche, die islamische und die jüdische. Er schrieb einen großen Teil seiner über 280 Werke lateinisch und katalanisch. Damit wurde Llull zum Begründer der katalanischen Literatur. Seine arabischen Werke sind verloren gegangen.
Als Logik bezeichnete Llull die Kunst und die Wissenschaft, mit Hilfe des Verstandes Wahrheit und Lüge zu unterscheiden, Wahrheit zu akzeptieren und Lüge von sich zu weisen.
Diese Kunst, die gleichzeitig der Titel für sein Werk Ars magna (deutsch: „Große Kunst“) wurde, lief auf die Idee des mechanischen Kombinierens von Begriffen mit Hilfe einer logischen Maschine hinaus und erschuf gleichzeitig damit die algorithmische Traditionslinie der Heuristik.
Llull entwickelte eine „famose Argumentationsmaschine“, bei der er 65 Begriffe auf „sechs konzentrischen Kreisen unterbrachte“. Auf jeder dieser Scheiben waren Wörter notiert, die verschiedene Begriffe, z. B. Mensch, Wissen, Wahrheit, Ruhm, Wohl und Quantität, logische Operationen , z. B. Unterschied, Übereinstimmung, Widerspruch und Gleichheit, bezeichneten. Durch das Drehen dieser konzentrischen Scheiben ergaben sich verschiedene Verknüpfungen von Begriffen, die Schlussformen des syllogistischen Prinzips entsprachen. So sollten „alle denkbaren Fragen und Antworten generiert werden.“ Als Anwendung sah er die Heiden-Mission in Nordafrika: „Juden und Araber schienen ihm argumentativ so überlegen zu sein, daß die christlichen Missionare der mechanischen Unterstützung bedurften.“
Die literaturgeschichtliche Untersuchung des Gesamtwerks Llulls ist schwierig. Dies betrifft auch die Zuschreibung und Sonderung zahlreicher Werke. Eine jüngere Studie kommt zum Ergebnis, dass Llull 265 Werke in lateinischer, arabischer und altkatalanischer Sprache verfasst haben dürfte, darunter:
- Llibre de contemplació en Déu;
- Llibre d’amic e amat (Das Buch vom Freund und vom Geliebten) – Vieles in diesem Werk mutet homoerotisch an, aber der „Liebhaber“ ist der gläubige Christ, der Mystiker, der „Geliebte“ jedoch Jesus Christus. Dieses Werk Llulls ist stark vom islamischen Sufismus beeinflusst;
- Ars generalis ultima.

Seine Kunst, die ars, in universitären Kreisen bekannt zu machen erwies sich als schwierig. Llull begann daher seine Ars zu vereinfachen und anzupassen, was in verschiedenen Stufen geschah. Der Ars der ersten Phase, der quaternären Ars (1274–89) folgte die zweite Phase, die ternäre Ars (1290–1308). Jede Fassung der Ars war von Werken begleitet, die die allgemeinen Prinzipien auf einen bestimmten Zweig der Wissenschaft anwendeten. Eine herkömmliche Wissenschaft, die kunstgerecht umformuliert worden war, wurde zu einer neuen, mit dem Ergebnis, dass Llull sich eine persönliche Reform von Theologie, Philosophie, Logik, Medizin, Astronomie, Geometrie und Rhetorik vornahm.
In der 1308 entstandenen Ars brevis sind die am weitesten verbreiteten Versionen seiner kombinatorischen Erfindungen zu finden. Kombinatorik beruht auf einer logischen Berechnung und deren Automatisierung. Unsinnige Kombinationen werden mit Hilfe eines Algorithmus ausgeschlossen. Die Drehscheiben Lulls zeigen nur sinnvolle Verknüpfungen an. Diese Prinzipien gelten auch für die moderne Informationstechnologie. Nicht nur die dreiteilige Drehscheibe, mit neun Buchstaben auf jeder Scheibe, gilt als Vorläufer unserer heutigen Computer, auch seine Argumentationsmaschine macht ihn zu einem Ahnherren des digitalen Zeitalters.

## Bedeutung

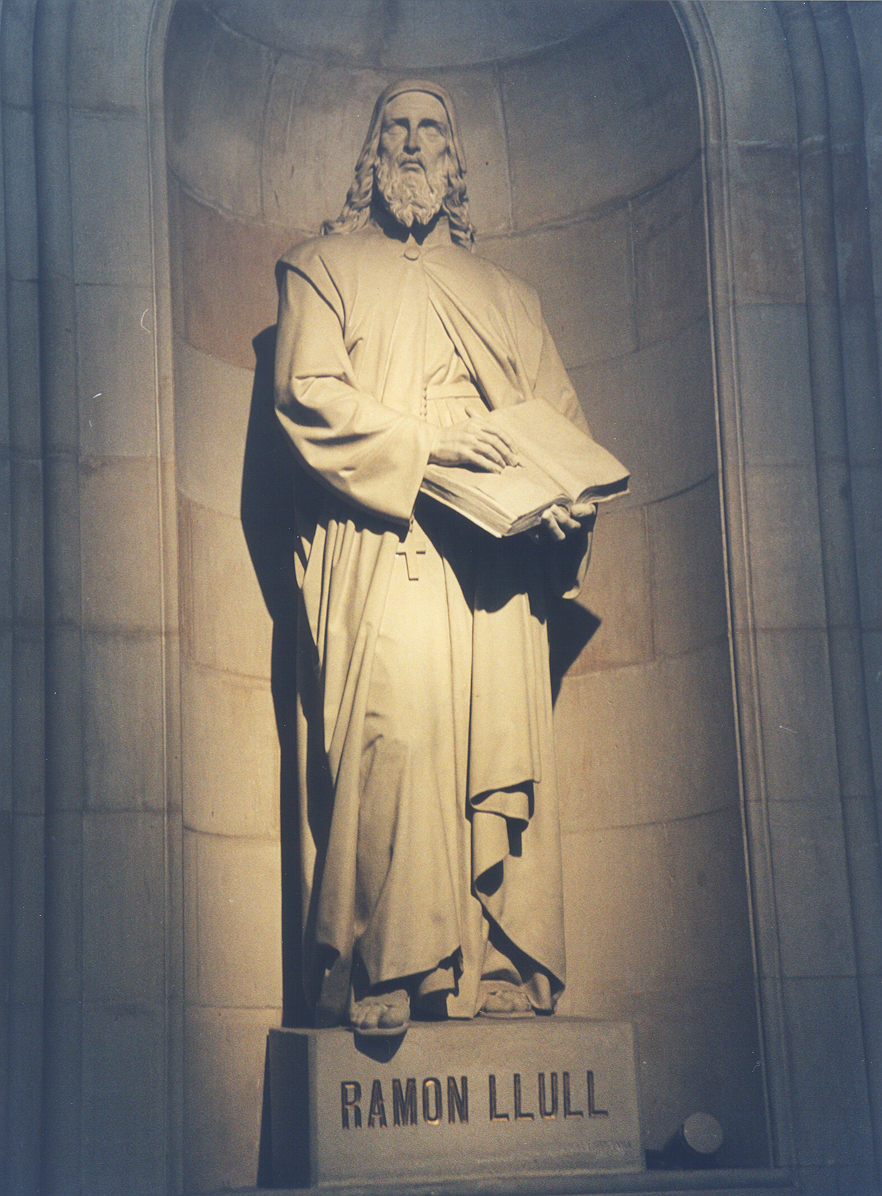
Raimundus-Lullus-Denkmal, Haupthalle der Universität Barcelona

Raimundus-Lullus-Denkmal in Palma de Mallorca

Zu Llulls Lebzeiten und auch in der folgenden Zeit wurden seine Ideen mit Misstrauen aufgenommen.
Seine Ars beruhte auf einem neuplatonischen System, was der Hauptströmung der zeitgenössischen Scholastik widersprach. Durch seine Sprachkenntnisse hatte Llull einen direkten Zugang zur arabischen Gedankenwelt und nahm eine für seine Zeit ungewöhnlich tolerante Haltung gegenüber dem Islam ein. Gegen Ende seines Lebens vertrat Llull aber durchaus eine „Mission mit dem Schwert“ (missio per gladium).
Trotzdem haben seine Werke eine große Wirkungsgeschichte und in den Jahrhunderten, in denen Llull offiziell verboten war, wurden seine Werke heimlich studiert und kopiert. Die Anhänger Llulls werden Lullisten genannt. Auch der Philosoph Nicolaus Cusanus kann dazu gezählt werden. Es gibt auch einige pseudo-lullische Schriften wie De secretis naturae seu de quinta essentia, die sich hauptsächlich mit Alchemie beschäftigen (Vgl. auch Johannes de Rupescissa).
Llull werden zahlreiche alchemistische Werke zugeschrieben, die jedoch alle apokryph sind. Seit dem 19. Jahrhundert ist die historische Kritik am pseudepigraphischen Charakter des gesamten Korpus, der insgesamt mehr als hundert Werke umfasst, gut belegt. Bis in die 1980er Jahre gingen Wissenschaftshistoriker davon aus, dass die ältesten und wichtigsten Texte Fälschungen aus dem späten 14. und frühen 15. Jahrhundert mit späteren Ergänzungen sind. Ende des 20. Jahrhunderts entdeckte Professor Michela Pereira eine frühere Textmatrix, die auf das Jahr 1332 datiert wird und in ihrer Entstehung keine pseudepigraphische Absicht erkennen lässt. Es handelt sich um eine Originalproduktion eines Unbekannten, den Pereira in Anlehnung an seinen emblematischsten Traktat magister Testamenti nennt. Seine Originalwerke wären vorläufig das Testamentum, Vademecum (Codicillus); Liber lapidarii (=Lapidarius abbreviatus); Liber de intentione alchimistarum; Scientia de sensibilibus (=Ars intelectiva; Ars mágica); Tratatu de aquis medicinalius (=De secretis naturae frühe Versionen); De lapide maiori (=Apertorium); Questionario; Liber experimentorum und eine frühe Version des Compendium animae transmutationis metallorum (=Compendium super lapidum; Lapidarium). Zu diesem ursprünglichen Kern wurden im Laufe der Zeit weitere Schriften hinzugefügt.
Sein Beitrag veränderte die Art und Weise der Analyse dieser Keimgruppe von Abhandlungen völlig, da uns zum ersten Mal anhand konkreter Daten gezeigt wurde, dass wir es nicht mit bewussten Fälschungen zu tun haben, sondern mit Originalwerken, die die Ideen, die Persönlichkeit und die biografischen Daten eines echten Alchemisten überliefern. Nach der Zusammenstellung von Informationen über diese Persönlichkeit auf der Grundlage dessen, was er sowohl in seinem Testamentum als auch in den anderen Schriften, die er als seine eigenen zitiert, erklärt, wurde er mit einem Mann namens Raymundus de Terminis (kat. Ramon de Tèrmens) identifiziert, der ein Mallorquiner war, der das Amt eines eques oder miles ausübte und als magister in artibus oder in legibus ausgebildet war. Diese Personen bekleideten in der Regel Ämter in der Verwaltung, der Handelsgerichtsbarkeit, der Diplomatie oder der öffentlichen Ordnung. Er verfügte auch über medizinische Kenntnisse, insbesondere im Bereich der Chirurgie, die er in Montpellier erworben hatte. Seine Tätigkeit ist auf der Insel Korfu und in albanischen Städten dokumentiert. Er war Tänzer in Berat und Vlorë oder in Handelsgeschäften für Robert I. von Neapel und Philipp I. von Tarent im Adriatischen und Ionischen Meer tätig.
Zu seinen bekanntesten Werken gehört der Liber de secretis natura sive de quinta essentia. Ramon de Térmens selbst war der Verfasser mehrerer früher Versionen oder Schichten dieses Werks aus den Jahren 1330–1332. Das bekannteste und bisher einzige gedruckte Format ist jedoch eine pseudepigraphische Neufassung aus den Jahren 1360–1380, die in einem katalanischen Milieu entstand, wo einige Fälscher das Werk Ramon Llull zuschrieben.
Seine Theologie wurde auch von Giordano Bruno aufgegriffen. Im 15. Jahrhundert zitiert Giovanni Pico della Mirandola ausführlich die Schriften Llulls.
Für Ernst Bloch ist Llull „der seltsam rationalistische Scholastiker“, der mit seiner ars inveniendi versuchte, den Koran zu widerlegen.
Im 17. Jahrhundert gewannen seine Werke Ars magna und Ars brevis durch das darin beschriebene System einer perfekten philosophischen, universalen Sprache größeren Einfluss, und wurden in aufwändigen Ausgaben gedruckt.
Dieses System baut auf der Kombination von philosophischen Grundbegriffen auf. Die Gedanken von Llull wurden von Gottfried Wilhelm Leibniz, dem Begründer der mathematischen Logik, aufgegriffen. Auch Athanasius Kircher führte Lulls Gedanken fort und erweitert sie. Im 19. Jahrhundert versuchte William Stanley Jevons, die Idee einer logischen Maschine zu realisieren.
Llull untersuchte sowohl den Syllogismus als auch die Induktion. Er widmete sich als erster dem systematischen Studium der materialen Implikation, die eine der grundlegenden Operationen der mathematischen Logik ist, analysierte logische Operationen mit der Kopula „und“ (Konjunktion) und der Kopula „oder“ (Disjunktion).
Die Arbeiten hatten einen großen Einfluss auf die Logiker des Jansenistenklosters von Port-Royal.
Llull gliederte die Wissenschaften in L’arbre de ciència (um 1295/96, veröffentlicht in lateinischer Sprache 1482) systematisch, wofür er die Allegorie des Baumes nutzte; diese Metapher wurde erstmals um 1240 durch Petrus Hispanus unter dem Begriff Arbor porphyriana in die Wissenschaftsgeschichte eingeführt (vgl. Baum des Wissens und Stammbaum der Wissenschaft).
Bei Llull repräsentieren vierzehn Bäume die Seinsbereiche wie Elemente, Botanik, Tiere, Sinnesempfindung, Imagination, Moral, Gesellschaftslehre usw.; in zwei weiteren Bäumen werden diese Bereiche durch Beispiele (Exempla) und Sprichwörter (Bonmots) veranschaulicht. Jeder Baum hat wiederum eine siebenteilige Binnengliederung, bestehend aus Wurzel, Stamm, Ästen, Zweigen, Blättern, Blüten und Früchten.

## Zitat

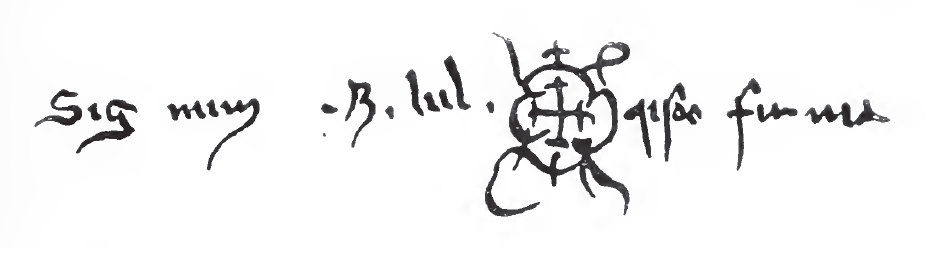
Eigenhändige Unterschrift Ramon Llulls vom 16. Juni 1256

„Der Freund sehnte sich nach Einsamkeit.
Um allein zu sein, suchte er die Gesellschaft
seines Geliebten. Mit ihm ist er allein
inmitten der Leute.“

„Lange Zeit habe ich mich abgemüht, die Wahrheit auf diese und andere Weise zu suchen, und durch Gottes Gnade bin ich zu gutem Ende gelangt und zur Erkenntnis der Wahrheit, die zu wissen ich sehr ersehnte und die ich in meinen Büchern niederlegte, doch ich bin ohne Trost, weil ich das, was ich so sehr wünschte und wofür ich seit dreißig Jahren gearbeitet habe, nicht zu Ende bringen konnte, und außerdem, weil meine Bücher wenig geschätzt sind, ja – auch das sage ich euch – weil viele Menschen mich sogar für einen Narren halten.“

## Wirkung

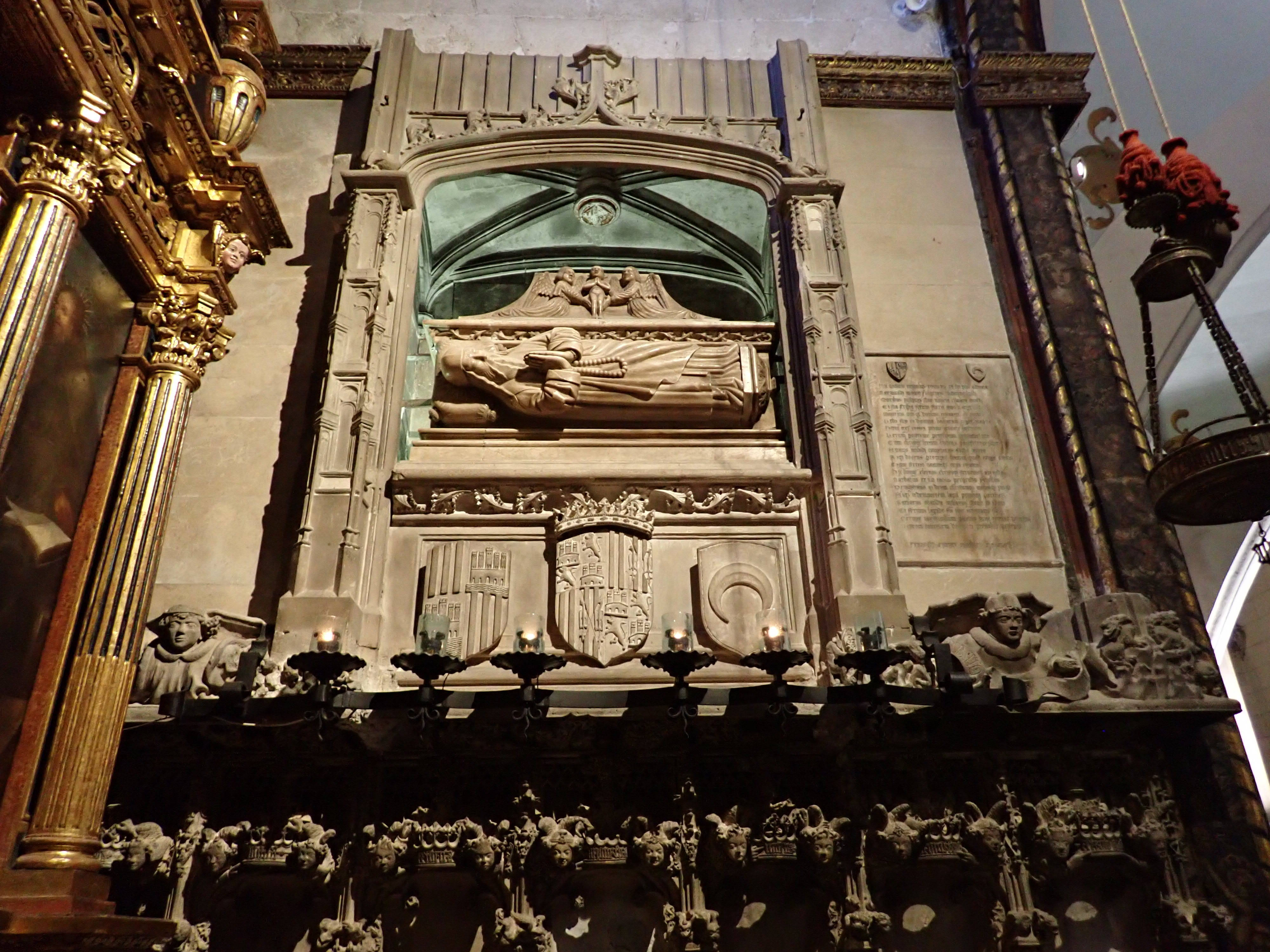
Grab von Ramon Llull im Convent de Sant Francesc, Palma (Mallorca)

Schon zu seinen Lebzeiten waren die Lehren Llulls umstritten. Später entstand um seine Schüler die Bewegung des Lullismus. Die römische Kirche hat ihn lange auf den Index verbotener Bücher gesetzt und erst später rehabilitiert.
Zu den bekanntesten Philosophen, die Llull rezipierten, zählen Agrippa von Nettesheim, der neben anderen einen Kommentar zur Ars brevis Llulls verfasste (In Artem brevem Raymundi Lulli, 1533), Nicolaus Cusanus, der auch Llulls Versuche des interreligiösen Dialogs aufgegriffen hat, sowie Giordano Bruno, der mehrere kleine Schriften zu Llull verfasste.
Johannes Reuchlin, der Pforzheimer Humanist, sah in Llull einen Vordenker seiner multikonfessionellen Studien.
Der Mathematiker und Architekt Juan de Herrera (1530–1597), der den Bau des El Escorial vollendete, versuchte in seinem Discurso sobre la figura cúbica die Llullsche Geometrie (Nova Geometria, Paris 1299) mit der Euklidischen in Übereinstimmung zu bringen.
Großes Vertrauen in die Kompetenzen Llulls setzte der pfälzische Kurfürst Johann Wilhelm, als er 1709 Anton Florian von Liechtenstein bat, in der Stadtbibliothek von Barcelona nach Manuskripten und Büchern des Gelehrten zu forschen. Johann Wilhelm hatte es dabei wohl insbesondere auf dessen angebliches Wissen zur Herstellung von Gold abgesehen.
Es belegt Llulls Wirkung bis in die zeitgenössische Kunst und Kultur hinein, dass sich Daniel Libeskind architektonisch und Barbara Weil künstlerisch im 2003 fertiggestellten Bau des Studio Weil in Port d’Andratx, Mallorca, auf ihn beziehen.
Der katalanische Maler Antoni Tàpies hinterlässt in einigen seiner Werken Anspielungen auf Llull und seine Symbolsprache. Vor allem Buchstaben sowie Kreuzformen als auch Kreise verweisen häufig auf den Begründer der katalanischen Schriftsprache.
Das katalanische Äquivalent zum Goethe-Institut ist nach ihm Institut Ramon Llull benannt. Außerdem ist Llull Namenspatron der gleichnamigen Universität in Barcelona.
In der Badischen Landesbibliothek in Karlsruhe befindet sich das Electorium parvum seu Breviculum. Das vermutlich 1321 in Nordfrankreich entstandene Breviculum hat autobiographische Züge. Llull diktierte seinem Schüler Thomas le Myésier, einem Kanoniker aus der nordfranzösischen Stadt Arras, seine Lebensgeschichte. Le Myésier legte auf die bildliche Darstellung der Lehren Llulls großen Wert. Dem Text sind zwölf ganzseitige Miniaturen über Leben und Werk seines Meisters beigefügt.
Unter dem Titel DIA—LOGOS Ramon Llull & die Kunst des Kombinierens zeigte eine Ausstellung im ZKM Karlsruhe vom 17. März bis 5. August 2018, wie Llull die Herzen von Künstlern, Dichtern und Denkern eroberte. Die Ausstellung führte auch am Beispiel Llull und der Llull-Rezeption den Weg von den vier Elementen über die Trinität zum binären Code vor.
Durch die Zusammenführung historischer Materialien aus den Beständen von Bibliotheken wie der Bayerischen Staatsbibliothek und der Biblioteca de Catalunya mit zeitgenössischen künstlerischen Positionen versuchte die Ausstellung Einblicke in bisher unbekannte Facetten von Ramon Llulls Denken und Wirken zu ermöglichen. Die Ideen Ramon Llulls hatten auch großen Einfluss auf das Werk bildender Künstler wie Salvador Dalí (1904–1989), Jorge Oteiza (1908–2003), Antoni Tàpies (1923–2012) und Anselm Kiefer (* 1945). Im Bereich der Literatur stellen die von Juan Eduardo Cirlot (1916–1973) eingesetzten Permutationstechniken einen Extremfall kombinatorischer Poesie dar. Aber auch Autoren wie Italo Calvino (1923–1985), Umberto Eco (1932–2016) bis hin zu den Lateinamerikanern Jorge Luis Borges (1899–1986) und Julio Cortázar (1914–1984) zeigen sich von der Llull’schen ars combinatoria beeinflusst, ebenso wie Autoren der Wiener Gruppe, allen voran Konrad Bayer mit seinem Text der vogel singt – eine dichtungsmaschine in 571 bestandteilen [...], der auf einem komplizierten mathematischen Konstruktionsplan beruht. Ramon Llull hinterlässt seine Spuren ebenfalls in der Musik – unter anderem in den Werken von Arnold Schönberg (1874–1951), John Cage (1912–1992) oder Josep Maria Mestres Quadreny (* 1929). Die Ausstellung endete mit dem autobiografischen Gedicht Cant de Ramon aus dem Jahr 1300. Darin heißt es: Bin nun ein Mann: alt, arm, verlacht/hab keine Hilf’, von keiner Macht,/hab nur zu große Tat erdacht,/hab in der Welt groß Ding entfacht,/gab manch gut Beispiel, – doch sei’s geklagt –/kaum Ehr noch Lieb hat’s mir gebracht. Sterben will ich im Liebesmeer... .
Hans Magnus Enzensberger referiert in seinem Buch Einladung zu einem Poesie-Automaten (2000) auf Lulls Ars magna et ultima. In Bezug auf die „historischen Gesichtspunkte“ des bereits in den 1970er Jahren konzipierten, aber erst in den 2000er Jahren realisierten Landsberger Poesieautomat schreibt Enzensberger: „Jede Erfindung beruht auf einer früheren. Auch der Poesie-Automat hat seine Vorgänger. Er zieht die Konsequenz aus einer europäischen Tradition, die sich bis ins Mittelalter zurückverfolgen läßt. / Gegen Ende des dreizehnten Jahrhunderts verfaßte der katalanische Scholastiker Ramón Llull (1232–1316) einen Traktat mit dem Titel Ars magna et ultima […]. Jedenfalls hat die Ars magna den Grund gelegt sowohl für die modernen Logik-Kalküle wie auch für die kombinatorische Poetik.“

## Werke
Gesamt- und Sammelausgaben
- Opera latina cum cura et studio Instituti Raimundi Lulli Universitatis Friburgensis [abgekürzt zitiert als ROL], 1959ff (kritische lateinische Gesamtausgabe, noch am Erscheinen)
  - Übersicht der bisher erschienenen Einzelbände
- Obres de Ramon Lull [abgekürzt zitiert als ORL], hg. M. Obrador, S. Galmés et al., Palma de Mallorca, 21 Bände, 1906–1950; dann fortgesetzt in der Nova edició de les obres de Ramon Llull, Palma de Mallorca 1990ff (katalanische Gesamtausgabe)
- Beati Raymundi Lulli doctoris illuminati et matyris Opera, hg. Ivo Salzinger, 8 Bände, Mainz 1721–1742, Nachdruck Frankfurt am Main 1965 [abgekürzt zitiert als MOG]. (für noch nicht kritisch edierte Werke nach wie vor verwendete lateinische Sammelausgabe)
- Opera [Latin Edition]. Strasbourg 1651, Reprint hrsg. und eingeleitet von Anthony Bonner: Frommann-Holzboog, Stuttgart-Bad Cannstatt 1996, ISBN 978-3-7728-1624-6
- Selected works of Ramon Llull (1232–1316), edited and translated by Anthony Bonner, 2 Bände, Princeton University Press, Princeton, New Jersey 1985, ISBN 0-691-07288-4. (enthält The Book of the Gentile and the Three Wise Men, S. 93–305; Ars Demonstrativa, S. 317–567; Ars Brevis, S. 579–646; Felix: or the Book of Wonders, Band 2, S. 659–1107; Principles of Medicine, S. 1119–1215; Flowers of Love and Flowers of Intelligence, 1223–1256)

Einzelausgaben und Übersetzungen
- Das Buch vom Freunde und vom Geliebten (Libre de Amic e Amat). Übersetzt und herausgegeben von Erika Lorenz. Herder, Freiburg 1992, ISBN 3-451-04094-8
- Das Buch über die heilige Maria (Libre de sancta Maria): katalanisch-deutsch. Hrsg. von Fernando Domínguez Reboiras. Mit einer Einführung von Fernando Domínguez Reboiras und Blanca Garí. Übersetzt von Elisenda Padrós Wolff. Frommann-Holzboog, Stuttgart-Bad Cannstatt 2005, ISBN 3-7728-2216-9
- Die neue Logik. Lateinisch-Deutsch. Übersetzt von Vittorio Hösle und Walburga Büchel. Hrsg. von Charles Lohr. Meiner, Hamburg 1985, ISBN 978-3-7873-0635-0
- Ars brevis. Lateinisch-Deutsch. Übersetzt und hrsg. von Alexander Fidora. Meiner, Hamburg 2001, ISBN 978-3-7873-1570-3
- Das Buch vom Heiden und den drei Weisen, hg. Theodor Pindl. Reclam, Stuttgart, ISBN 3-15-009693-6
- Felix oder Das Buch der Wunder (Llibre de Meravelles). Übersetzt von Gret Schib Torra. Schwabe, Basel 2007, ISBN 978-3-7965-2236-9
- Doctrina pueril – Was Kinder wissen müssen, Eingeleitet von Joan Santanach i Sunol, Übersetzt von Elisenda Padrós Wolff, Katalanische Literatur des Mittelalters Band 4, Lit Verlag, Münster 2010, ISBN 978-3-643-10522-6
- Ramon Llull’s new rhetoric, text and translation of Llull’s Rethorica Nova by Mark David Johnston, Routledge, London 1994.